# ツルソバ
ツルソバ（蔓蕎麦、火炭母草、学名:Persicaria chinensis (L.) H.Gross）は、タデ科イヌタデ属に分類されるつる性の多年草の1種。種小名（chinensis）は、中国を意味する。シノニムの学名（umbellatum）は、散形花序を意味する。和名のソバは、果実がソバと同じように黒色の3稜形であることに由来する。

## 特徴
茎は長くのびて枝を分け、地に伏して蔓状になるか又は直立し、長さ約1 m。無毛。若茎には酸味がある。葉は柔らかく互生し葉柄があり、卵形-卵状長楕円形、先は鋭尖形、基部は切形、円形または心形で長さ5-10 cm、托葉梢は薄く膜質で、筒状で斜めに切れる。数個の花が枝先に頭状に集まり、密な総状花序になる。萼は5裂し、白色または薄紅色で長さ3-4 mm。花期は5-11月。果実は痩果、3稜形、黒色で光沢はなく、多汁な残存萼に包まれる。薬用となる。佐賀県唐津市では、種子をヤマベントウとして食べられることがある。

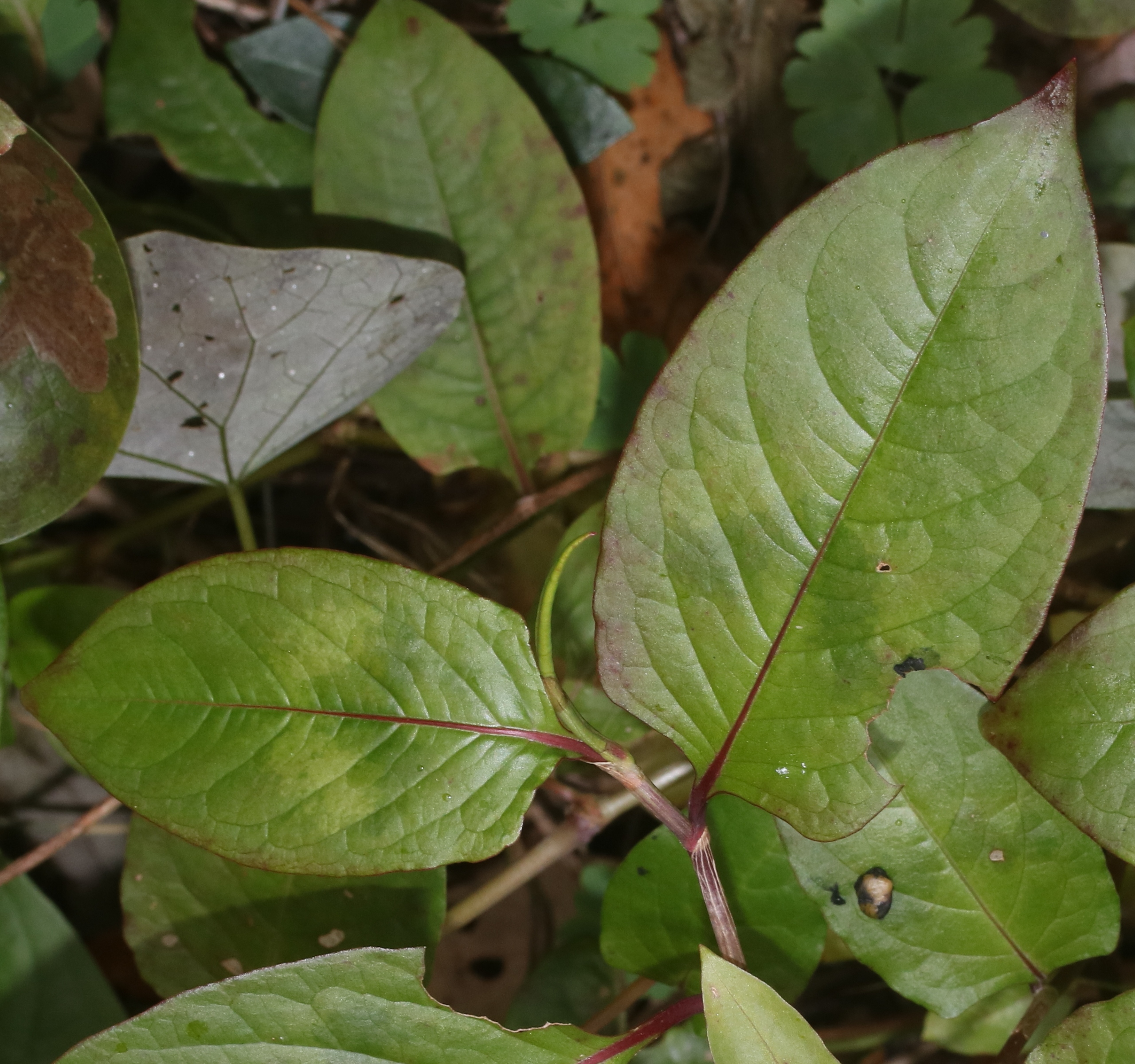
卵形-卵状長楕円形の葉は互生する
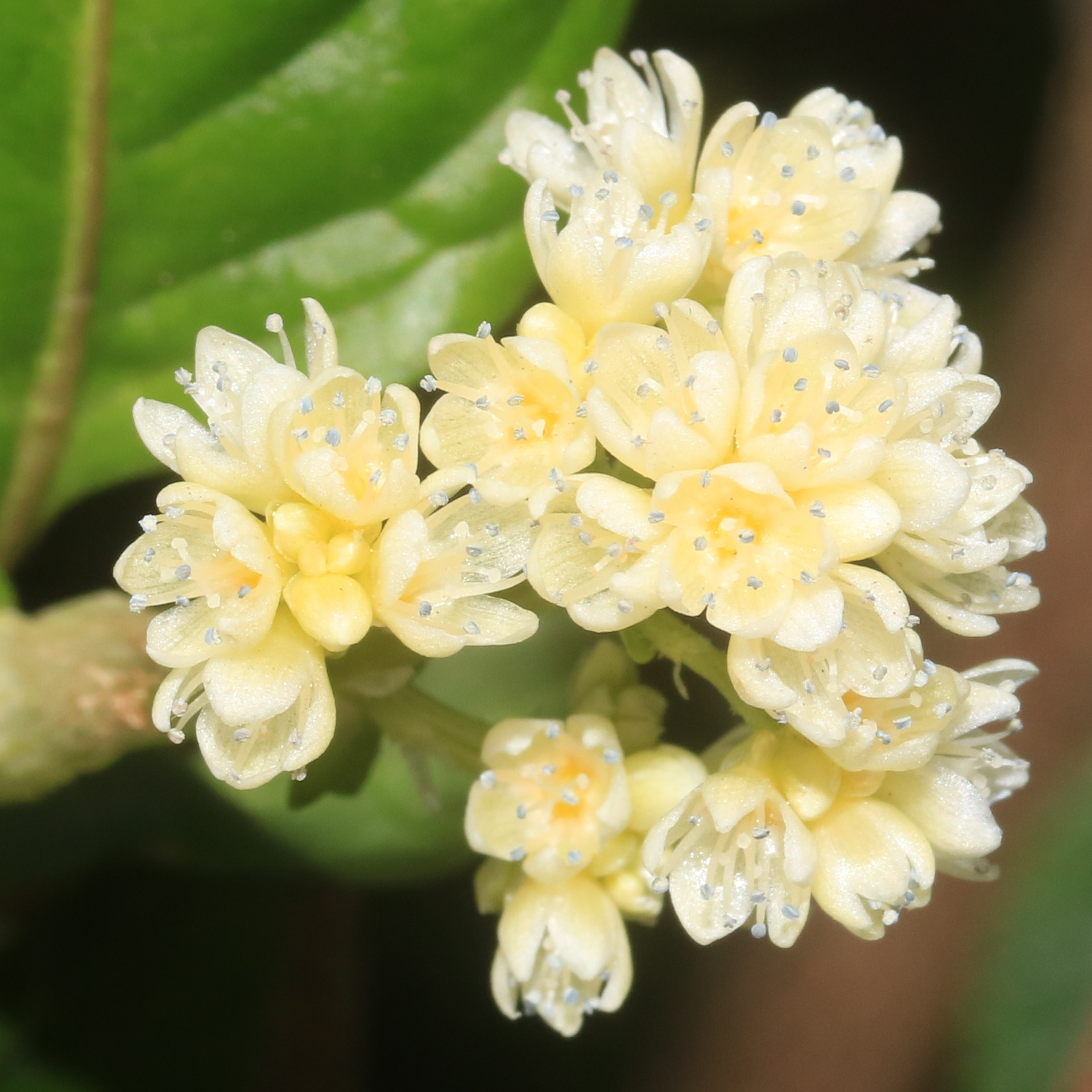
総状花序になる花
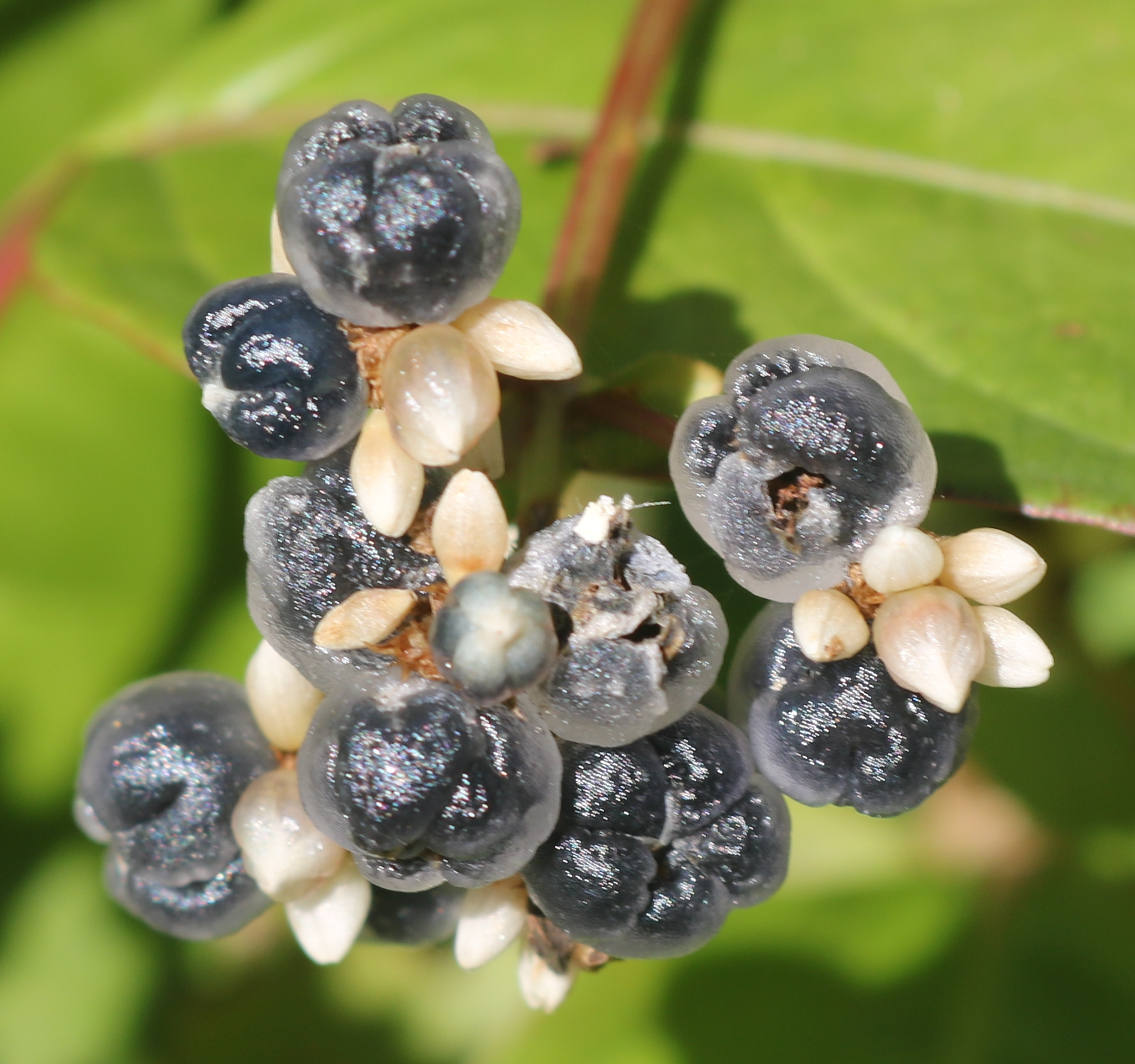
痩果は3稜形、黒色で光沢はない

## 分布と生育環境

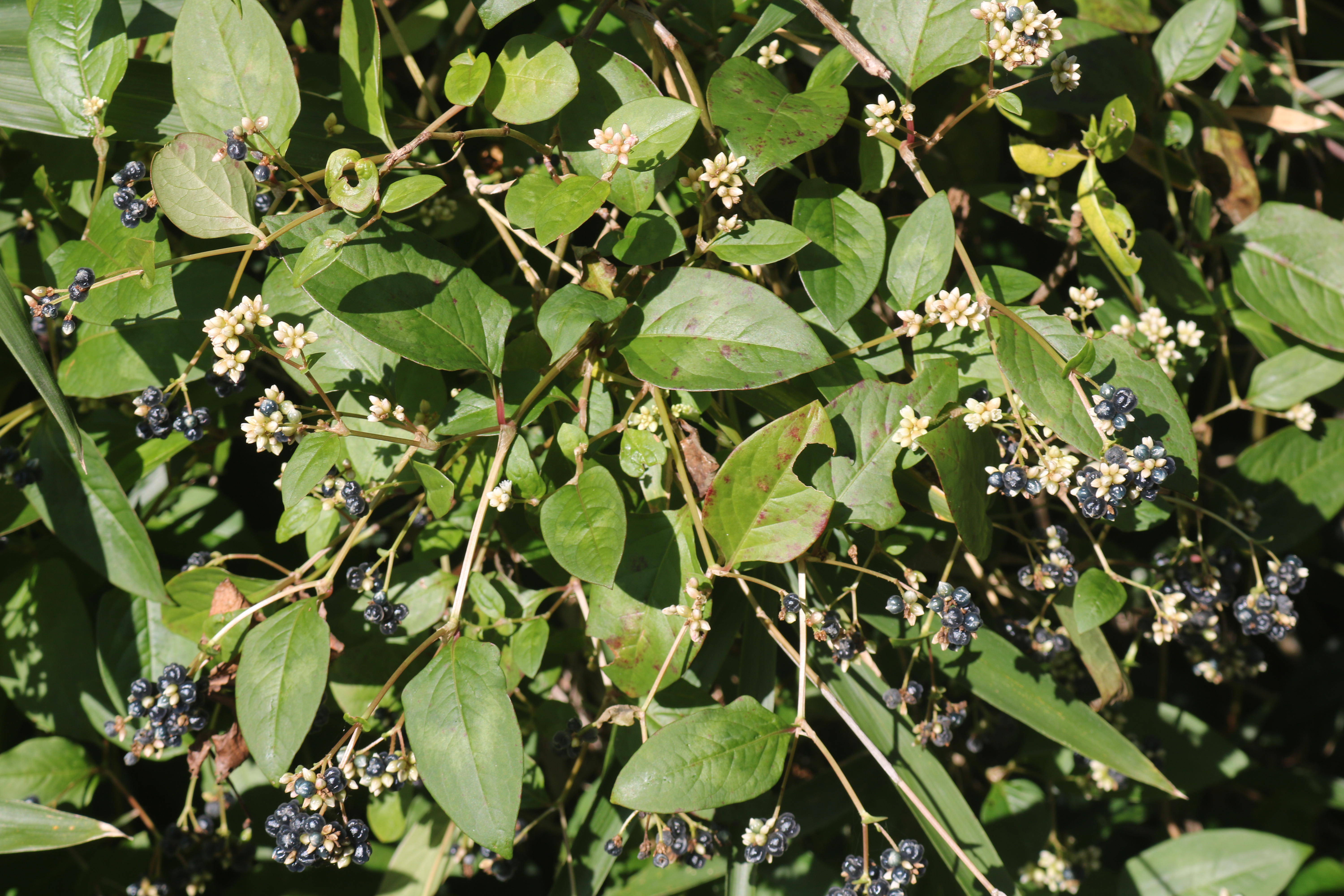
温暖な海岸近くに生育するツルソバ

ヒマラヤのシムラ以東、インド、マレー半島、中国、朝鮮半島南部から日本にかけて分布する。
日本では、本州（伊豆七島、紀伊半島）、四国、九州、沖縄に分布する。神奈川県では1988年頃に記録があるが、これは逸出品と考えられていた。しかし、その後真鶴半島や三浦半島など数箇所から着実に生育している個体が記録されている。
温暖な海浜や海岸近くに生育する。